# Platypterygiinae
De Platypterygiinae zijn een groep van de Ichthyosauria.
In 1998 benoemde Maxim S. Arkhangelsky een onderfamilie Platypterygiinae om Platypterygius een plaats te geven.
De eerste exacte definitie als klade was in 2012 door Valentin Fischer: de groep bestaande uit Platypterygius hercynicus en alle soorten nauwer verwant aan Platypterygius hercynicus dan aan Ophthalmosaurus icenicus.
Volgens de analyse door Fisher waren de Ophthalmosauridae vrijwel volledig onderverdeeld in een Ophthalmosaurinae en een Platypterygiinae. Volgens andere analyses echter niet, wat het belang van het begrip veel minder maakt.
De Platypterygiinae splitsten zich af tijdens de Jura. In het Krijt waren ze de belangrijkste nog overlevende ichthyosauriërgroep maar stierven uit in het midden van die periode. Het waren snelle gestroomlijnde rovers die niet heel diep doken gezien hun matig grote ogen.